# Elina Velica
Elina Velica (n. 13 iulie 1988, Găești, Dâmbovița, România) este o soprană română.

## Biografie
Numele de naștere a fost Dincă, iar numele de botez este Elena. Este căsătorită cu Eusebiu Velica, preot al parohiei Falaștoaca, Episcopia Giurgiului. 

## Carieră
A absolvit Universitatea Națională de Muzică din București în anul 2012. Rolul Fiordiligi din opera „Così fan tutte” de Wolfgang Amadeus Mozart este rolul de debut al Elinei, ce a consacrat-o pe scenă la Opera Națională din București, în anul 2016, în regia lui John Fulljames, o coproducție cu Garsington Opera din Regatul Unit al Marii Britanii și al Irlandei de Nord. În anul 2014, Elina a dat viață rolului Paminei din Opera „Flautul fermecat" de Mozart, jucând pe scena Operei Comice pentru Copii București, la premiera ce i-a purtat semnătura regizorului Cristian Mihăilescu. Elina a colaborat cu mai multe orchestre și filarmonici din țară, printre care Filarmonica din Botoșani, Filarmonica din Arad, Filarmonica de Stat Târgu Mureș, Filarmonica de Stat din Sibiu, Filarmonica „Ion Dumitrescu” din Râmnicu Vâlcea, Filarmonica „Lyra” din Brăila, Orchestra Metropolitană București dirijată de Daniel Jinga, Orchestra Medicilor „Ermil Nechifor”, „Orchestra Lumini Sonore”, „Simphony Wind Orchestra”.
Din anul 2018, Elina a înființat propria orchestră intitulată „Classical Sounds”, alături de care abordează mai multe genuri muzicale, de la operă, pop-operă, la musical și muzică de film.  
Multe colaborări frumoase le-a avut cu Orchestra Armatei Române, ce au făcut-o să se simtă extrem de onorată și să primească, oficial, titulatura de solistă a Orchestrei Reprezentative a Ministerului Apărării Naționale, dirijată de colonel Aurel Gheorghiță. 

## Repertoriu
Operă
- „Fiordiligi” din ,,Cosi fan Tutte” de Mozart;
- „Pamina” din „Flautul Fermecat” de Mozart;
- „Contesa” din „Nunta lui Figaro” de Mozart;
- „Donna Elvira” din „Don Giovanni” de Mozart;
- „Micaela” din „Carmen” de Bizet;
- „Mimi” din ,,Boema” de Puccini;
- „Suor Angelica” & „Gianni Schicchi” de Puccini;
- „Liu” din „Turandot” de Puccini;
- „Le Prince Charmant” din „Cendrillon” de Massenet.

Lied și oratoriu
- J.S.Bach - Johannes Passion; Matthaus Passion;
- Camille Saint-Saens – Oratoriul de Crăciun;
- W.A. Mozart - Requiem;
- Beethoven - Simfonia a IX-a;
- G. Faure – Requiem;
- G.Verdi - Requiem;
- Carl Orff – Carmina Burana;
- Strauss - Vier Letzte Lieder;
- R.Schumann – Frauenliebe und Leben;
- Fr. Schubert – Winterreise;
- Hugo Wolf – Spaniches Lieder;
- G. F. Handel - Neun Deutsche Arien.

## Premii și distincții
Este deținătoarea trofeului „Crizantema de Aur”, al renumitului Festival de romanțe de la Târgoviște, obținut în anul 2011, fiind înmânat de soprana Felicia Filip.
Trofeul „Nae Leonard” la Câmpulung, ambele în anul 2011. Tot în același an, Elina și-a deschis seria de recitaluri ce au avut loc la Paris, invitată fiind de Institutul Cultural Român din Franța.Mărțisor la Ambasadă – 27 februarie 2013, mae.ro</ref> Artista a fost laureată a mai multor premii la Concursul Național de Interpretare a Liedului „Ionel Perlea” în anii 2010, 2012 și 2013, obținând Premiul al II-lea, Premiul al III-lea, Premiul „Mihaela Agachi” și Premiul pentru cea mai bună interpretare a liedului impus contemporan.
Este laureată a mai multor concursuri naționale și internaționale: În anul 2012 i-a fost acordată Bursa „Yolanda Mărculescu” oferită de soprana Georgeta Stoleriu și Bursa „Mozarteum” oferită de mezzosoprana Elisabeth Cornelius-Lund la Universitatea Mozarteum din Salzburg, Austria.